# Jean-Jacques-Caton Chenevière

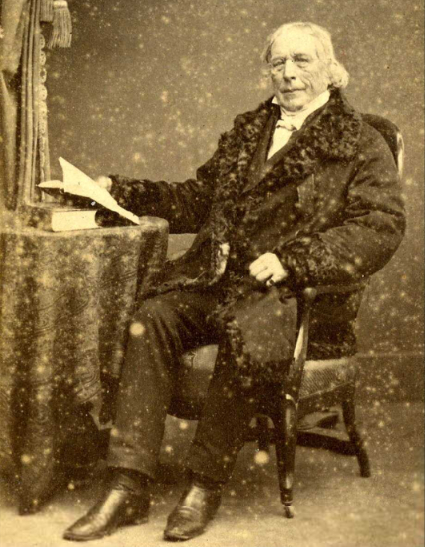
Ca. 1870

Jean-Jacques-Caton Chenevière (* 20. Dezember 1783 in Genf; † 5. Februar 1871 anderes Datum 5. März 1871 ebenda) war ein Schweizer evangelischer Geistlicher und Hochschullehrer.

## Leben

### Familie
Jean-Jacques-Caton Chenevière entstammte dem aus L’Arbresle bei Lyon stammenden Genfer Geschlecht der Chenevière und war der Sohn des Pfarrers Nicolas Chenevière (* 26. Februar 1750 in Genf; † 17. Juni 1806 ebenda) und dessen Ehefrau Jeanne-Elisabeth (* 7. September 1758 in Genf; † 18. Juli 1820 in Plainpalais in Genf), Tochter von Jean Jacques Dentand (* 18. April 1718 in Jussy). Er hatte noch zwei leibliche und zwei Halbgeschwister.
Er war verheiratet mit Andrienne (* 23. August 1792 in Paris; † 2. Juli 1836 in Genf), Tochter von Louis-Marie-Gédéon Bourdillon (1765–1810); gemeinsam hatten sie sieben Kinder. Zu diesen gehörten unter anderem:
- Arthur Chenevière (* 27. Oktober 1822 in Genf; † 19. Januar 1908 in Sanremo), Bankier[4] und verheiratet mit Susanne-Firmine (1822–1888), Tochter des Pfarrers David-François Munier (1798–1872). Einer von Arthurs drei Söhnen war der Schriftsteller Adolphe Chenevière, dessen Sohn Jacques Chenevière (* 17. April 1886 in Paris; † 22. April 1976 in Genf) ebenfalls Schriftsteller sowie ein prominentes Mitglied des Internationalen Komitees vom Roten Kreuz wurde.[5]
- Marc-Charles Chenevière (* 2. Juli 1836; † 30. Juli 1871 in New York), kam, gemeinsam mit zwei seiner Kinder, bei einer Kesselexplosion des Raddampfers Westfield ums Leben.[6]

### Werdegang
Jean-Jacques-Caton Chenevière immatrikulierte sich 1802 zu einem Theologiestudium an der Académie de Genève und beendete dieses 1806, im gleichen Jahr erfolgte seine Ordination.
1807 wurde er Pfarrer in  Phocaean bei Marseille und predigte bis 1809 im Wesentlichen vor einer protestantischen Gemeinde aus der Schweiz; in dieser Zeit promovierte er 1807. Von 1809 bis 1812 war er, auf Bitten der Compagnie des pasteurs, Pfarrer in Dardagny, bevor er von 1814 bis zu seinem Ruhestand 1851 als Pfarrer in Genf tätig war. Während seiner Amtszeit in Dardagny war der befreundete Waldenser Paul Joseph Appia (1782–1849) von 1809 bis 1811 Vikar in der Gemeinde.
1817 wurde er als Professor für Dogmatik und Moral an die Genfer Akademie berufen, der er von 1825 bis 1830, von 1852 bis 1854 und von 1856 bis 1858 als Rektor vorstand. Er blieb bis 1865 in seinem Lehramt.
Zu seinen Studenten gehörte unter anderem Adolphe Monod.
1831 gründete er die Zeitung Le Protestant de Genève (später Le Protestant).

## Theologisches Wirken
Jean-Jacques-Caton Chenevière setzte sich für die Förderung des Protestantismus in Genf ein und stand den Genfer Radikalen nahe. Er war ein Gegner des konservativen Réveil, dem er vorwarf, den Protestantismus zu spalten und dem Katholizismus in die Hände zu spielen.
Er veröffentlichte 1822, nach der englischen Übersetzung Introduction to the New Testament von Johann David Michaelis, die vierbändige Schrift L’Introduction au Nouveau Testament.
1824 publizierte er einen Überblick über die Erweckungsbewegung als Separationsbewegung und setzte sich theologisch argumentierend mit ihr auseinander. Er schilderte die Kontroverse chronologisch und begann mit dem Jahr 1810, als die Privatversammlungen begannen. Mit keiner anderen Einzelperson setzte er sich dabei intensiver auseinander als mit César Malan, der sich als Nachfolger von Johannes Calvin betrachtete, und fasste drei Haupteinwände gegen die separatistische Bewegung, die er Methodismus nannte, zusammen.
Als Vertreter eines rationalen Supranaturalismus, der aus der Theologie eine Wissenschaft machen wollte, kritisierte er in sechs theologischen Aufsätzen zwischen 1831 und 1834 die Glaubensbekenntnisse, stellte die Dreifaltigkeit, die Erbsünde und die Erlösung infrage und vertrat eine primär moralische und vernünftige Religion, die auf Jesu Beispiel gründete.
Er war durchaus eine umstrittene Persönlichkeit und prägte die Genfer Geschichte des 19. Jahrhunderts wesentlich mit; er pflegte unter anderem auch eine Freundschaft mit dem Politiker James Fazy.
Jean-Jacques-Caton Chenevière unterhielt von 1845 bis 1851 einen Briefverkehr mit dem radikalen Staatsrat von Waadtland, Henri Druey, und tauschte mit diesem 53 Briefe aus. Im Jahr 1846 begann er auch einen Briefwechsel mit dem Ministerpräsidenten der deutschen Reichsregierung Karl zu Leiningen und indirekt mit dem britischen Premierminister Lord Henry Temple, 3. Viscount Palmerston.
1863 schrieb er eine Erwiderung auf die Darstellung des Réveil durch Hermann von der Goltz, in der er auf den zahlenmässig bescheidenen Erfolg der Freikirchler hinwies.

## Mitgliedschaften
- Jean-Jacques-Caton Chenevière trat 1809 der 1768 in Genf gegründeten Freimaurerloge L’Union des cœurs[15][16] bei und war bis zu seinem Tod deren Mitglied.

## Schriften (Auswahl)
- Seconde lettre à un ami sur l’état actuel de l’Église de Genève. Genf 1817.
- Principaux faits de l’histoire sainte et de l’histoire de l’Église chrétienne. Genf 1819.
- Causes qui retardent, chez les réformés, les progrès de la théologie. Paris 1820.
- L’Introduction au Nouveau Testament. 1822.
  - Band 1, 1. Teil.
  - Band 1, 2. Teil.
  - Band 2. 1. Teil.
  - Band 2, 2. Teil.
  - Band 3, 1. Teil.
  - Band 3, 2. Teil.
  - Band 4, 1. Teil.
  - Band 4, 2. Teil.
- Observations sur l’éloquence de la chaire. Genf 1824.
- Précis des débats théologiques. Genf 1824.
- Chefs d’oeuvre ou sermons choisis.
  - Band 1. Genf & Paris 1824.
  - Band 2. Genf & Paris 1824.
  - Band 3. Genf & Paris 1824.
  - Band 4. Genf & Paris 1824.
- Du système théologique de la Trinité. Genf & Paris 1831.
- Adresse au Conseil représentatif. Genf 1837.
- Le Jeûne improvisé du 7 septembre 1837 ou rétablissement de la vérité des faits. 1837.
- Dogmatique Chrétienne. Genf 1840.
- De la divine autorité des écrivains et des livres du Nouveau Testament. Paris 1850.
- Quelques mots sur la Genève religieuse au 19e siècle de M. le baron de Goltz. Genf 1863.